# Ceryx claremontii
Ceryx claremontii là một loài bướm đêm thuộc phân họ Arctiinae, họ Erebidae.